# Erik Ivar Fredholm
Erik Ivar Fredholm   (Parròquia de Klara, 7 d'abril de 1866 - Danderyd, 17 d'agost de 1927) va ser un matemàtic suec.

## Vida i obra
Fredholm, fill d'un pròsper comerciant d'Estocolm, no va demostrar grans habilitats matemàtiques en els seus primers estudis; fins i tot algun dels seus professors anota que tenia poca habilitat en comptar amb la pissarra. En qualsevol cas, va ser un bon estudiant i, en graduar-se el 1886,va començar els seus estudis universitaris al Kungliga Tekniska högskolan (Reial Institut de Tecnologia) d'Estocolm, però només hi va ser un curs. A partir del curs següent va estar matriculat a la universitat d'Uppsala en la qual es va graduar el 1893 i doctorar el 1898. Durant tot aquest temps també va estudiar amb Mittag-Leffler, el principal matemàtic suec de l'època, a la universitat d'Estocolm, però aquesta universitat encara no concedia doctorats en aquell temps.
El 1898 va ser nomenat docent a la universitat d'Estocolm en el departament de física matemàtica, institució en la que va romandre fins a la seva mort el 1927.
La totalitat de l'obra publicada de Fredholm no son més que unes 160 pàgines en 18 articles, però són un model de claredat i de concisió. Els seus treballs més importants versen sobre teoria potencial i equacions integrals, camp en el que va establir una teoria que porta el seu nom.